# Pastaza (prowincja)
Prowincja Pastaza – jedna z 24 prowincji w Ekwadorze. Pastaza położona jest we wschodniej części państwa, graniczy od północy z prowincjami Napo i Orellana, od wschodu z państwem Peru, od południa z prowincją Morona-Santiago oraz od zachodu z prowincją Tungurahua. 
Pastaza jest największą prowincją Ekwadoru.
Prowincja podzielona jest na 4 kantony:
1. Arajuno
2. Mera
3. Pastaza
4. Santa Clara